# Agente (medicina)
En la epidemiología, los agentes (también, agentes etiológicos, factores etiológicos, factores causales, agentes causales, agentes causantes) son un conjunto de factores presentes en el medio ambiente y que pueden provocar enfermedades al huésped.

## Agentes, factores etiológicos, factores causales
Dentro de la etiología de una enfermedad, existen:
- Elementos nutritivos: excesos o deficiencias en un elemento o ingrediente de la nutrición (véase también alimentación).
- Agentes químicos: tóxicos químicos, alérgenos, drogas (es decir, sustancias químicas que provocan adicción), medicamentos.
- Agentes físicos: radiaciones ionizantes, accidentes de trabajo, accidentes de tráfico.
- Agentes infecciosos: bacterias, virus, parásitos y hongos, nemátodos, viroides, micoplasmas, plantas superiores o plantas parásitas. Son los factores más directamente relacionados con las enfermedades (enfermedades infecciosas), en las que la causa y el efecto son más evidentes.

Un agente causal es cualquier sustancia viva (o, en ocasiones, una fuerza intangible) cuya presencia es la causa inmediata o próxima de una enfermedad en particular. Es un factor que se halla presentes en el medio ambiente, agua, cielo, tierra, aire, alimentos y que puede provocar enfermedades en el huésped. Pueden ser: agentes biológicos, agentes químicos, agentes físicos, efectos mecánicos de objetos o instrumentos y radiaciones.[cita requerida]
- Datos: Q2673269